# 露得清
露得清（Neutrogena）是一個美國的保養品品牌，產品包含臉部保養、護髮、護膚等產品。露得清原為獨立公司，1994年被强生集團併購，成為該集團的子公司。
露得清的產品在許多國家皆有販售，同時也因為在各地邀請許多名人代言，使得該品牌在國際之間頗有知名度。

## 產品
- 抗粉刺產品
- 身體清潔產品
- 身體潤膚產品
- 臉部清潔產品
- 臉部潤膚產品
- 護髮產品
- 男性肌膚保養產品
- 防曬產品

## 代言人
中国大陆代言人：李斯丹妮

## 外部連結
- Neutrogena美國官方網站 （页面存档备份，存于）
  - Neutrogena的Facebook專頁
  - Neutrogena的X（前Twitter）
  - Neutrogena的Instagram帳戶
  - YouTube上的Neutrogena頻道
- Neutrogena中國官方網站 （页面存档备份，存于）
  - 露得清官方微博的新浪微博
- Neutrogena台灣官方網站 （页面存档备份，存于）
  - Neutrogena 露得清 露得清的Facebook專頁
  - YouTube上的Neutrogena露得清頻道